# Oldřiška Marešová
Oldřiška Marešová (* 14. října 1986, Litoměřice) je bývalá česká atletka, jejíž specializací byl skok do výšky. Jejím domovským klubem byl PSK Olymp Praha a později A.C.TEPO Kladno.

## Kariéra
S atletikou začínala v oddílu TJ Lovochemie Lovosice pod vedením trenéra Miroslava Pavlíka. Předtím se věnovala basketbalu a běhu. V roce 2003 skončila na mistrovství světa do 17 let v kanadském Sherbrooke těsně pod stupni vítězů, na čtvrtém místě. V témže roce získala bronzovou medaili na evropském olympijském festivalu mládeže v Paříži, když prohrála jen s Ruskou Světlanou Školinovou (stříbro) a Irynou Kovalenkovou z Ukrajiny.
Její výkonnostní růst poznamenala série zdravotních problémů v letech 2005 – 2007. V roce 2009 se stala vicemistryní ČR v hale i na dráze. Shodně ji porazila jen její oddílová kolegyně Iva Straková. Na světové letní univerziádě v Bělehradě v témže roce obsadila 6. místo. V roce 2010 i 2011 ovládla domácí šampionáty, jak na dráze tak v hale.
Dne 8. května 2012 překonala na mítinku v Olomouci 192 cm, čímž splnila mírnější B limit pro účast na letních olympijských hrách v Londýně.
V únoru roku 2016 si na halovém mítinku Ostravská laťka při rozcvičení nešťastně přetrhla achilovku a přišla tak o halové MS v Portlandu i celou letní sezónu. Naposledy závodila ve skoku vysokém v roce 2019, kdy se její výkonnost pohybovala pod 180 cm.

### Úspěchy
| Rok  | Závod                            | Místo              | Umístění | Výkon  |
| ---- | -------------------------------- | ------------------ | -------- | ------ |
| 2003 | Mistrovství světa do 17 let      | Sherbrooke, Kanada | 4.       | 1,81 m |
| 2003 | EOFM                             | Paříž, Francie     | 3.       | 1,82 m |
| 2004 | Mistrovství světa juniorů        | Grosseto, Itálie   | 6.       | 1,87 m |
| 2005 | Mistrovství Evropy juniorů       | Kaunas, Litva      | 6.       | 1,82 m |
| 2009 | Univerziáda                      | Bělehrad, Srbsko   | 6. =     | 1,85 m |
| 2010 | Mistrovství Evropy družstev 2010 | Budapešť, Maďarsko | 3.       | 1,89 m |
| 2011 | Mistrovství Evropy družstev 2011 | Stockholm, Švédsko | 8. =     | 1,80 m |
| 2011 | Univerziáda                      | Šen-čen, Čína      | 6.       | 1,86 m |

### Osobní rekordy
- hala – 192 cm – 14. března 2015,  Valašské Meziříčí[6]
- venku – 192 cm – 8. května 2012, Olomouc

## Osobní život
V současnosti studuje vysokou školu v pražském Suchdole, kde na tamější České zemědělské univerzitě studuje na Provozně ekonomické fakultě, obor hospodářská politika a správa v navazujícím magisterském studiu. Předtím na stejné univerzitě získala titul Bc. v oboru podnikání v administrativě.